# Брион (Ер)
Брион (фр. Brionne) насеље је и општина у северној Француској у региону Горња Нормандија, у департману Ер која припада префектури Берне.
По подацима из 2011. године у општини је живело 4276 становника, а густина насељености је износила 254,98 становника/km². Општина се простире на површини од 16,77 km². Налази се на средњој надморској висини од 52 метара (максималној 145 m, а минималној 47 m).

## Демографија
| 1962. | 1968. | 1975. | 1982. | 1990. | 1999. | 2011. |
| ----- | ----- | ----- | ----- | ----- | ----- | ----- |
| 4.187 | 4.348 | 4.808 | 4.951 | 4.408 | 4.449 | 4.276 |

График промене броја становника у току последњих година